# La Grand-Combe
La Grand-Combe é uma comuna francesa na região administrativa de Occitânia, no departamento de Gard. Estende-se por uma área de 12,01 km². Em 2010 a comuna tinha 5 118 habitantes (densidade: 426,1 hab./km²).